# دواب (مقاطعة دورة)
دواب (بالفارسية: دواب) هي قرية تقع في قسم ويسيان الريفي (مقاطعة دورة) في إيران. يقدر عدد سكانها بـ 260 نسمة .